# 茨城県道306号下館停車場荒線

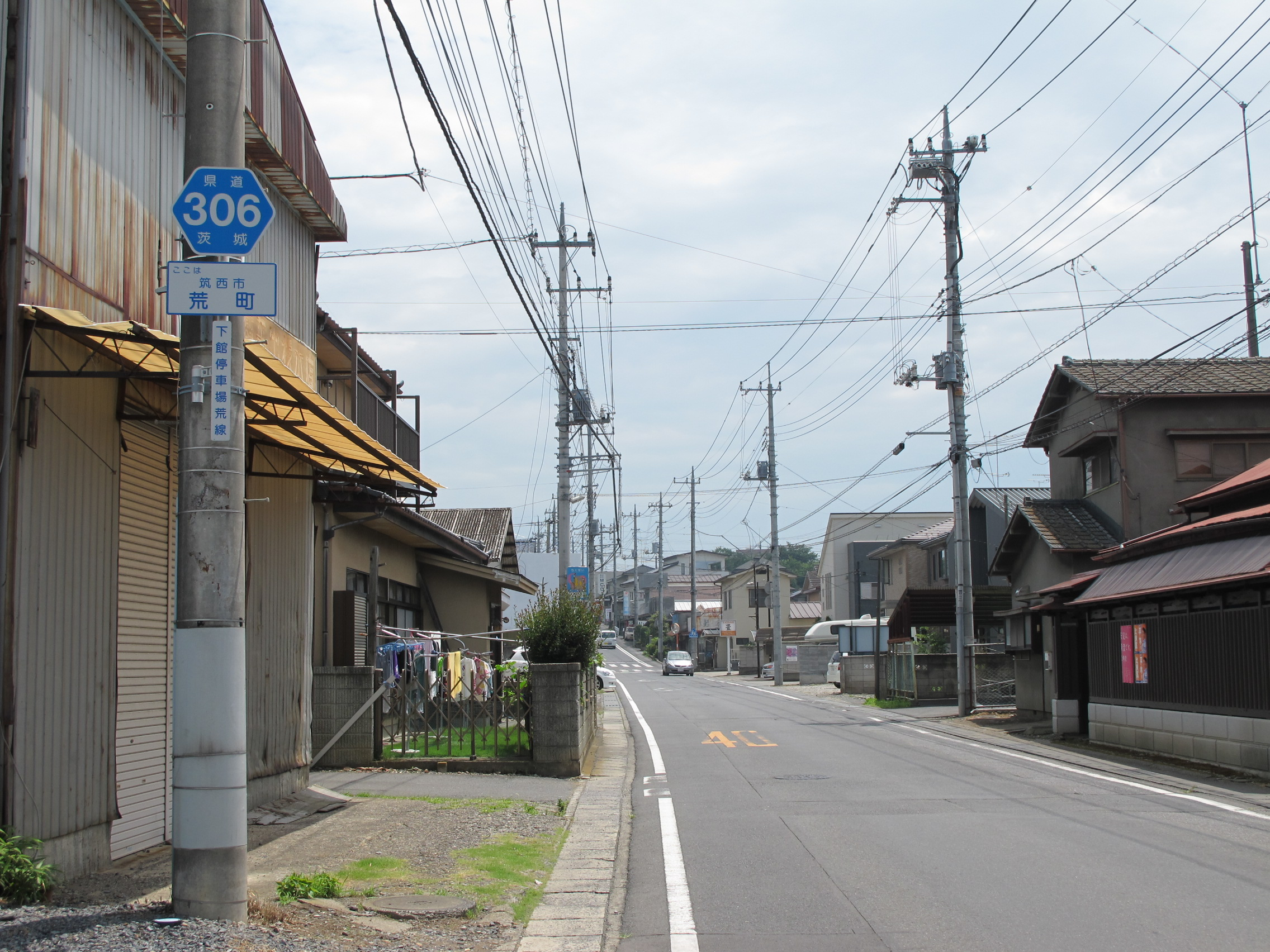
茨城県道306号下館停車場荒線
筑西市荒町・終点付近（2013年7月撮影）

茨城県道306号下館停車場荒線（いばらきけんどう306ごう しもだてていしゃじょう あらせん）は、茨城県筑西市内を通る県道で、東日本旅客鉄道（JR東日本）水戸線下館駅に接続する道路である。

## 概要
茨城県筑西市の下館駅北口ロータリーより二股に延びる県道のうちの左側の県道（右側の県道は、下館停車場線）で、駅前より巽坂（たつみ坂）を上り、大町通りで西に折れて同市「荒町」交差点に至る一般県道である。
終点で交差接続する道路は、かつて国道294号であったが、常総バイパス開通により国道が降格されて一般道となった。このため現在の本路線は、駅と接続する県道でありながら終点は国道または他の県道とは接続しておらず、いわゆる盲腸線となっているのは前述の名残だからである。

### 路線データ
- 起点：筑西市田中町乙86番3地先（茨城県道305号下館停車場線分岐、下館駅北口）[1]
- 終点：筑西市荒町乙（荒町交差点）
- 総延長：593 m[2]
- 重用延長：なし[2]
- 未供用延長：なし[2]
- 実延長：593 m[2]
- 自動車交通不能区間延長[注釈 1]：なし[2]

## 歴史
1970年（昭和45年）4月、県道下館取手線が国道294号に昇格したことに伴い、同年8月20日、前身にあたる県道下館停車場栄線（起点：下館市田中町 下館停車場 - 終点：下館市栄町 県道下館取手線交点）から終点側の経路を下館市荒町まで延長して、下館市田中町 下館停車場（JR下館駅）を起点とし、同市荒町の国道294号（現在は一般道に降格）交点を終点とする一般県道として、茨城県が県道の路線認定を変更して県道下館停車場荒線と定めた路線である。
1995年（平成7年）に茨城県の県道路線の整理番号と路線名称の再編が行われた際に、現在の整理番号306となり、現在に至る。

### 年表
- 1889年（明治22年）1月16日：下館駅が開業する。
- 1959年（昭和34年）10月14日：現在の路線の前身である県道下館停車場栄線（下館停車場 - 県道下館取手線交点）が路線認定される（図面対象番号307）[3]。
- 1970年（昭和45年）
  - 2月16日：国鉄水戸線の跨線橋完成により、県道下館取手線バイパス（下館市泉町交差点 - 荒町交差点 - 県道小堤下館線交点）が開通[4]。
  - 8月20日
    - 県道下館停車場栄線（整理番号359）から、現在の路線である県道下館停車場荒線（整理番号359）に県道路線認定を変更[5]。
    - 下館市田中町 下館停車場 - 下館市荒町 一般国道294号交点の593 m区間を道路区域として決定・供用開始[6]。
- 1991年（平成3年）5月27日：再開発事業に伴い、起点の位置変更。延長が25 m短縮される[1]。
- 1995年（平成7年）3月30日：整理番号359から現在の番号（整理番号306）に変更される[7]。

## 地理

### 通過する自治体
- 茨城県
  - 筑西市

### 交差する道路
- 茨城県道305号下館停車場線

### 沿線
- JR 下館駅